# Don Gerritsen
 (mars 2010).
Pour les articles homonymes, voir Gerritsen.
Don Misha Gerritsen  est un environnementaliste néerlandais né le 24 janvier 1984. 
Il est surtout connu pour son travail en tant que représentant de la jeunesse néerlandaise à l'Organisation des Nations unies au sein de la Commission du développement durable (CCD, ou CSD en langue anglaise) à New York. Il effectue également cette représentation dans la Conférence des parties (COP) de la Convention-cadre des Nations unies sur les changements climatiques (CCNUCC, ou UNFCCC en anglais). Il a ainsi fait partie de la délégation néerlandaise aux conférences internationales de Poznań et de Copenhague. 
Dans son rôle de représentant, Don Gerritsen encourage une action qui a pour but d'enrayer le changement climatique et de favoriser l'émergence de processus de production et de consommation durables. Il tente également d'améliorer l'enseignement en la matière et essaie de provoquer une prise de conscience chez les jeunes.
Dans le cadre de son poste de représentant, Don Gerritsen participe à des conférences de l'ONU et de l'Union européenne portant sur le développement durable et le changement climatique.

## Études
Don Gerritsen a étudié les relations internationales à la International School of Humanities and Social Sciences (ISHSS) de l'Université d'Amsterdam, et est titulaire d'une maîtrise ès sciences dans les sciences sociales et politiques de l'environnement, sujet qu'il a étudié à là University of the West of England et à la Radboud Universiteit Nijmegen.

## PNUE
Gerritsen a effectué un projet de recherche portant sur la bio-énergie durable dans l'Afrique subsaharienne, dans le cadre du Programme des Nations unies pour l'environnement (PNUE) au sein du Fonds pour l'environnement mondial. Les conclusions sont affichées sur son site internet.

## KPMG
Actuellement, Don Gerritsen est consultant chez KPMG. Son travail concerne surtout l'expertise et l'assurance dans le domaine du durable, pour les domaines public et privé. 